# Hội nghị thành lập Đảng Cộng sản Việt Nam

Đảng kỳ Đảng Cộng sản Việt Nam

Đảng huy Đảng Cộng sản Việt Nam

Hội nghị thành lập Đảng Cộng sản Việt Nam diễn ra từ ngày 6 tháng 1 đến ngày 8 tháng 2 năm 1930 tại Hương Cảng (Hồng Kông), Trung Quốc. Người chủ trì hội nghị là Nguyễn Ái Quốc, với chức vụ là phái viên của Quốc tế Cộng sản.
Hội nghị bàn thảo và đi đến việc hợp nhất 3 tổ chức Cộng sản trong nước Việt Nam và Đông Dương: Đông Dương Cộng sản Đảng, An Nam Cộng sản Đảng và Đông Dương Cộng sản Liên đoàn.
Hội nghị với sự tham gia của 2 đại diện An Nam Cộng sản Đảng, 2 đại diện Đông Dương Cộng sản Đảng. Tổng số Đảng viên là 211 người.
Hội nghị chính thức bầu Trịnh Đình Cửu làm Phụ trách Ban Chấp hành Trung ương Lâm thời Đảng Cộng sản Việt Nam.

## Bối cảnh

### Trong nước
Tình hình đầu thế kỉ XX hết sức biến động, đặc biệt sau Thế chiến thứ 1, Pháp là quốc gia thắng trận nhưng kinh tế gần như bị sụp đổ; để khôi phục nền kinh tế, Pháp ra sức gia tăng bóc lột các quốc gia thuộc địa để làm giàu cho chính quốc.
Các phong trào cứu quốc trong nước đã chuyển từ giai cấp phong kiến sang giai cấp tư sản, hàng loạt các tổ chức chính trị bí mật ra đời. Nhiều tờ báo có chủ trương cứu quốc cũng được thành lập tại khắp cả nước.
Đầu năm 1930, cuộc Khởi nghĩa Yên Bái thất bại dẫn tới sự sụp đổ của Việt Nam Quốc dân Đảng, đồng thời đánh dấu sự thất bại hoàn toàn của phong trào yêu nước theo khuynh hướng dân chủ tư sản ở Việt Nam.

#### Tổ chức Cộng sản
Trước năm 1929 tổ chức Cộng sản đầu tiên là Hội Việt Nam Cách mạng Thanh niên (thường gọi là Việt Nam Thanh niên Cách mạng đồng chí Hội) được thành lập tại Trung Quốc, tuyên truyền quảng bá con đường đấu tranh trong nước đồng thời truyền bá chủ nghĩa Mác-Lê. Nhưng tới đầu năm 1929 các đảng viên của Hội Việt Nam Cách mạng Thanh niên phân rã một cách sâu sắc về đường lối chính trị.
Ngày 1 tháng 5 năm 1929, Đại hội toàn quốc Hội Việt Nam Cách mạng Thanh niên họp ở Hương Cảng (Hồng Kông), đoàn đại biểu Bắc Kỳ do đại biểu Ngô Gia Tự ra đề nghị giải tán Hội Việt Nam Cách mạng Thanh niên, thành lập Đông Dương Cộng sản Đảng. Đề nghị đó không được Đại hội chấp nhận nên đoàn đại biểu Bắc Kỳ bỏ hội nghị ra về; đến ngày 17 tháng 6 năm 1929 thì Đông Dương Cộng sản Đảng được thành lập bởi Kỳ bộ Bắc Kỳ.
Tháng 8 năm 1929, Kỳ bộ Hội Việt Nam Cách mạng Thanh niên tại Nam Kỳ họp Đại hội tuyên bố giải tán Hội Việt Nam Cách mạng Thanh niên và thành lập An Nam Cộng sản Đảng. Sau khi thành lập, hai đảng phê phán và chia rẽ nhau.
Tháng 9 năm 1929, bộ phận đảng viên tiên tiến của Đảng Tân Việt thành lập Đông Dương Cộng sản Liên đoàn, hoạt động chủ yếu tại Trung Kỳ.

### Quốc tế
Sau Cách mạng Tháng 10 Nga và việc thành lập Liên bang Cộng hòa Xã hội chủ nghĩa Xô viết (Liên Xô) đã chỉ hướng cho nhân dân các quốc gia bị áp bức và các nước thuộc địa về con đường đấu tranh giải phóng dân tộc.
Quốc tế Cộng sản được thành lập với nhiệm vụ giải phóng dân tộc các quốc gia bị áp bức bóc lột trên toàn thế giới với giai cấp vô sản là nòng cốt.
Ngày 27 tháng 10 năm 1929 Quốc tế Cộng sản gửi cho người Cộng sản tại Đông Dương về việc thành lập một Đảng Cộng sản tại Đông Dương:
| “ | Việc thiếu một Đảng Cộng sản duy nhất trong lúc phong trào công nhân và nông dân ngày càng phát triển, đã trở thành một điều nguy hiểm vô cùng cho tương lai trước mắt cuộc cách mạng ở Đông Dương | ” |

Quốc tế Cộng sản nhấn mạnh:
| “ | Nhiệm vụ quan trọng nhất của tất cả những người Cộng sản Đông Dương là thành lập một Đảng cách mạng có tính chất giai cấp của giai cấp vô sản, nghĩa là một Đảng Cộng sản có tính chất quần chúng Đông Dương. Đảng đó phải chỉ có một và là tổ chức cộng sản duy nhất ở Đông Dương | ” |

## Hội nghị
Nhận thấy tình hình trong nước đồng thời nhận được tài liệu của Quốc tế Cộng sản, Nguyễn Ái Quốc, Ủy viên Bộ phương Đông phụ trách Cục phương Nam, với tư cách phái viên Quốc tế Cộng sản đã bí mật từ Xiêm La tới Trung Quốc vào ngày 23 tháng 12 năm 1929.
Phái viên đã triệu tập đại biểu họp tại Hồng Kông ngày 6-1-1930 để thành lập Đảng Cộng sản Việt Nam. Hội nghị kéo dài đến tuần đầu tháng 2-1930. Ngày 8-2-1930, các đại biểu về nước. Các đại biểu tham dự việc hợp nhất các tổ chức cộng sản ở Việt Nam gồm:
- Nguyễn Ái Quốc
- An Nam Cộng sản Đảng:
  - Châu Văn Liêm
  - Nguyễn Thiệu
- Đông Dương Cộng sản Đảng:
  - Trịnh Đình Cửu
  - Nguyễn Đức Cảnh
- Nhóm đại biểu hải ngoại:
  - Hồ Tùng Mậu
  - Lê Hồng Sơn

Phái viên Quốc tế Cộng sản Nguyễn Ái Quốc chủ trì Hội nghị.

### Nghị trình
Hội nghị tổ chức từ ngày 6 tháng 1 năm 1930, bí mật diễn ra tại Cửu Long, Hồng Kông, Trung Quốc. Tại Hội nghị Nguyễn Ái Quốc phê phán các tổ chức Cộng sản đã chia rẽ, thiếu tinh thần đoàn kết, chỉ rõ những sai lầm và hệ quả.
Hội nghị đã thống nhất thành lập một Đảng chung, hợp nhất An Nam Cộng sản Đảng và Đông Dương Cộng sản Đảng và lấy tên là Đảng Cộng sản Việt Nam. Hội nghị cũng thống nhất thông qua Cương lĩnh chính trị gồm Chính cương vắn tắt, Sách lược vắn tắt, Chương trình tóm tắt, Điều lệ vắn tắt của Đảng Cộng sản Việt Nam do Nguyễn Ái Quốc soạn thảo.
Hội nghị cũng thành lập Ban Chấp hành Trung ương Đảng lâm thời, Đoàn Thanh niên Cộng sản, Hội Tương tế, Hội Phản đế,... và thông qua Lời kêu gọi của Nguyễn Ái Quốc.
Hội nghị chính thức bầu Trịnh Đình Cửu làm Phụ trách Ban Chấp hành Trung ương lâm thời Đảng Cộng sản Việt Nam.
Sau hội nghị, Đông Dương Cộng sản Liên đoàn đề nghị xin gia nhập Đảng Cộng sản Việt Nam, ngày 24 tháng 2 năm 1930 Ban Chấp hành Trung ương lâm thời nhóm họp và đã chính thức chấp thuận đề nghị.

## Kết quả
Hội nghị đã thống nhất chung các tổ chức Cộng sản thành một đảng thống nhất và duy nhất dẫn dắt đường lối cách mạng tới con đường giải phóng dân tộc, đánh đổ đế quốc, phong kiến.

## Hoạt động
Trung tuần tháng 2-1930, Châu Văn Liêm và Nguyễn Thiệu về tới Sài Gòn và bắt liên lạc với Ban lâm thời chỉ đạo của An Nam Cộng sản Đảng và với Ngô Gia Tự, đại diện của Đông Dương Cộng sản Đảng tại Nam Kỳ để thành lập Ban lâm thời Chấp ủy của Đảng Cộng sản Việt Nam tại Nam Kỳ. Cuộc họp được tiến hành tại một căn nhà ở xóm lao động Khánh Hội. Hội nghị quyết định thành lập Ban lâm thời Chấp ủy của Đảng Cộng sản Việt Nam tại Nam Kỳ do Ngô Gia Tự làm Bí thư, trụ sở đặt tại đường Kítsơnơ (Kitchener) và Grimô (Grimaua) (nay là đường Nguyễn Thái Học và Phạm Ngũ Lão).
Sau khi thành lập, Ban lâm thời Chấp ủy tiến hành việc hợp nhất các tổ chức cộng sản ở Sài Gòn và các tỉnh cho đến tận các chi bộ cơ sở và các hội quần chúng.